# Lip Sync México
Lip Sync México es un programa de televisión de comedia musical mexicano estrenado el 6 de junio de 2016 en los canales de Comedy Central y Azteca 7 es presentado por Nicky Jam y Ariana Ron Pedrique.
Es la versión mexicana del programa estadounidense Lip Sync Battle.

## Formato
En cada capítulo, tres famosos se presentarán en dos ocasiones. La primera con la vestimenta que la figura invitada llega al estudio, y una segunda con toda la producción que requiere la presentación para igualarse al artista original. Finalmente, es el público mediante aplausos y gritos quien decide cuál de los tres famosos es el ganador del capítulo.

## Episodios
| Temporada | Temporada | Episodios | Emisión original   | Emisión original     |
| Temporada | Temporada | Episodios | Primera emisión    | Última emisión       |
| --------- | --------- | --------- | ------------------ | -------------------- |
|           | 1         | 13        | 6 de julio de 2016 | 5 de octubre de 2016 |